# NGC 355

NGC 355

NGC 355 هي مجرة تتبع كوكبة قيطس. اكتشفها ألبرت مارث في 27 سبتمبر 1864.

## روابط خارجية
- NGC 355 على موقع ويكي سكاي: DSS2, SDSS, GALEX, IRAS, Hydrogen α, X-Ray, Astrophoto, Sky Map, Articles and images